# Холмковская сельская община
Холмковская сельская общи́на (укр. Холмківська сільська громада) — территориальная община в Ужгородском районе Закарпатской области Украины.
Административный центр — село Холмок.
Население составляет 14 333 человека. Площадь — 66,7 км².

## Населённые пункты
В состав общины входит 10 сёл:
- Ботфалва
- Кинчеш
- Концово
- Корытняны
- Минай
- Розовка
- Сторожница
- Тарновцы
- Холмок
- Шишловцы